# Joey Janela
Pour les articles homonymes, voir Janela.
Joseph Janela (né le 3 juillet 1989 à Hazlet, New Jersey) est un catcheur américain plus connu sous le nom de Joey Janela. Il est principalement connu pour son travail a la Combat Zone Wrestling, la Pro Wrestling Guerilla, la Major League Wrestling ou encore l'All Elite Wrestling.

## Jeunesse
Joey Janela grandit à Asbury Park dans l'état du New Jersey, il grandit en étant fan de deathmatch, des matchs dans l'hyper violence, principalement via l'Extreme Championship Wrestling, référence du style dans les années 90 mais aussi de par les dizaines de petites promotions indys qui suivront ensuite le sillage de l'ECW après la fermeture de celle-ci en 2001.
Il commence sa carrière en 2006 alors qu'il n'a que 15 ans après avoir menti à un promoteur sur son âge, prétendant avoir l'âge légal pour effectuer des combats sur le ring. Il s'impose rapidement comme une des figures du catch hardcore et à haut risque.

## Carrière professionnelle

### Circuit Indépendant (2006-2019)
Janela fait ses débuts professionnels en 2006 à un show de la National Wrestling Superstar lorsqu'il perd un match à trois contre JD Smooth et Corey Havoc. Dès l'année suivante il lutte pour d'autres plus petites fédérations mais reste principalement à la NWS où il remportera à trois reprises la ceinture Cruiserweight de la compagnie. Il la quittera en 2011, un an avant que celle-ci ne ferme ses portes.
En septembre 2018, il connait toute une fois une grave blessure dans un match à la GameChanger Wrestling contre Psicosis où il souffre de nombreuses ruptures des ligaments et qui le doit le tenir éloigné des rings pendant un certain temps. Il annonce en mars 2019 qu'il serait bien de retour dès avril à l'occasion du Joey Janela Spring Break en coopération avec la GameChanger Wrestling et dans lequel il affronte et perd consécutivement contre Jungle Boy et Marko Stunt.

### Combat Zone Wrestling (2014-2018)
Janela fait ses débuts en 2014 à la Combat Zone Wrestling lors d'un match du Tournament of Valor. Il affronte dès le premier tour Dave McCall dans un combat qu'il perd.
À CZW Tangled 8, Janela remporte sa première ceinture pour la compagnie hardcore en battant Tim Donst. En tant que CZW Wired Champion il bat ensuite notamment Joe Gacy et Lio Rush mais à CZW Cage of The Death XVII dans un rematch contre Lio Rush, celui-ci prend la ceinture à Janela en le battant. Finalement un troisième match est organisé à CZW Down In The Sickness 2016 dans un Ladder Match qui voit Janela s'imposer et récupérer la ceinture. À Cage of The Death 19, il perd sa ceinture contre Maxwell Jacob Friedman.
Il participe ensuite au tournoi Best of The Best affrontant au premier tour Brandon Kirk, Joe Gacy et Rich Swann mais le match est remporté par Gacy. Il s'agit du dernier match de Janela pour la compagnie puisque peu de temps après la CZW annonce que le lutteur a quitté la compagnie.

### Pro Wrestling Guerilla (2017-2019)
Janela débute à la Pro Wrestling Guerilla en 2017, participant au tournoi Battle of Los Angeles 2017 et éliminé dès le premier round par Sammy Guevara.

### All Elite Wrestling (2019-2022)
En janvier 2019, il est annoncé que Janela était l'une des premières signatures de la jeune All Elite Wrestling. Il est ensuite révélé que Janela a signé un contrat de 3 ans jusqu'en mai 2022.
Il débute pour la compagnie lors de AEW Double or Nothing dans lequel il participe à la Casino Battle Royale pour avoir une chance au AEW World Championship mais échoue à remporter le match.
Le 16 octobre à AEW Dark, Janela remporte son premier match pour la compagnie en battant Brandon Cutler.
Le 1er mai 2022, il quitte la compagnie après l'expiration de son contrat.

## Championnats et accomplissements
- Absolute Intense Wrestling
  - 1 fois AIW Intense Championship
  - JT Lightning Memorial Tournament (2018)
- BodyZoï Wrestling
  - 1 fois BodyZoï Championship

- Combat Zone Wrestling
  - 3 fois CZW Wired TV Championship

- Dramatic Dream Team
  - 2 fois Ironman Heavymetalweight Championship
  - 1 fois DDT Extrême Championship

- Forza Lucha!
  - 1 fois Forza Lucha Cup Championship

- House of Glory
  - 1 fois HOG Tag Team Championship avec Anthony Gangone

- National Wrestling Superstars
  - 3 fois NWS Cruiserweight Championship

- On Point Wrestling
  - 1 fois OPW Heavyweight Championship

- Pro Wrestling Syndicate
  - 1 fois PWS Suicidal Six Way Championship

- WWNLive
  - 1 fois WWN Championship

- World Xtreme Wrestling
  - 1 fois WXW Blast Television Championship

- WrestlePro
  - 1 fois WrestlePro Tag Team Championship avec Brian Myers (actuel)[15]
- Game Charger Wrestling
  - CGW Extrême Championship (actuel)

## Récompenses des magazines
- Pro Wrestling Illustrated

| Année | 2017 | 2018 | 2019 | 2020 | 2021 | 2022 | 2023 | 2024 |
| ----- | ---- | ---- | ---- | ---- | ---- | ---- | ---- | ---- |
| Rang  | 257  | 199  | 160  | 138  | 106  | 260  | 138  | 165  |